# اسل پروپک
اسل پروپک (انگلیسی: Essel Propack) شرکت بسته‌بندی هندی است، که در سال ۱۹۸۲ تأسیس شد.